# The Only Ones
The Only Ones foi uma banda inglesa formada em Londres no ano de 1976.

## Discografia

### Álbuns de estúdio
| Ano  | Título              |
| ---- | ------------------- |
| 1978 | The Only Ones       |
| 1979 | Even Serpents Shine |
| 1980 | Baby's Got a Gun    |